# Аккум, Фридрих
Фридрих Кристиан Аккум (нем. Friedrich Christian Accum; 29 марта 1769, Бюккебург — 28 июня 1838, Берлин) — немецкий химик, наиболее важными достижениями которого были разработка светильного газа, попытки борьбы с опасными пищевыми добавками и популяризация химии как науки среди широких слоёв населения.
С 1793 по 1821 годы Аккум жил в Лондоне. Получив образование аптекаря, он открыл свою собственную коммерческую лабораторию по производству химических веществ и лабораторного оборудования. Сам Аккум читал платные публичные лекции по практической химии и вел сотрудничество со многими научными институтами мира.
Заинтригованный работами Фредерика Уинсора, который продвигал идею введения газового освещения в Лондоне, Аккум также заинтересовался этим изобретением. По просьбе «Gas Light and Coke Company», Аккум поставил множество экспериментов в этой новой научной области. Спустя годы тесного сотрудничества с этой компанией, в 1812 году он стал членом её совета директоров. Перед компанией была поставлена задача создать первый газовый завод в Лондоне для снабжения светильным газом как жилых домов, так и зон общественного пользования. Аккум преуспел в проектировании и планировании работы этого невероятно успешного предприятия.
Большая часть публикаций Аккума были написаны на английском языке. Стиль их написания делал их доступными для чтения людьми, далекими от науки. Эти работы дали толчок многим научным открытиям, которые стали решающими в популяризации химии в то время. В 1820 году Аккум опубликовал «Трактат о фальсификации пищевых продуктов», в котором он протестовал против использования химических добавок в продуктах питания. В этой революционной работе впервые был поднят вопрос о контроле безопасности продуктов питания. Аккум стал первым, кто стал работать над этой проблемой и донёс свои идеи до широкой общественности. Его книга, вызывающая массу споров в то время, нашла своего читателя и хорошо продавалась. Однако идеи, высказанные в книге, угрожали устоявшимся технологиям пищевой промышленности, тем самым делая Аккума врагом лондонских производителей продуктов питания. Аккум покинул Англию после поданного против него судебного иска. Остаток жизни Аккум работал преподавателем в промышленном институте Берлина.

## Жизнь и работа

### Молодость и образование
Аккум родился в Бюккебурге, Шаумбург-Липпе, около 50 км (31 миль) на запад от Ганновера. Его отец был родом из Флото и служил в пехотном полку в расчете Вильгельма фон Шаумбурга-Липпе. В 1755 году, отец Акуума поменял свою веру с иудаизма на протестантизм. Вскоре после этого, его отец женился на Джудис Верз ди Ла Мотте в Букенбурге. Джудис была дочерью производителя шляп, который принадлежал к французскому обществу Берлина, и внучкой беженца из Франции, подвергнувшегося преследованиям гугенотов во Франции.
При принятии баптизма, Аккум старший поменял своё имя с Маркуса Герца на Кристиана Аккума. В дополнение к имени «Кристиан», которое означает «последователь Христа», отец Аккума хотел подчеркнуть свою новую религиозную принадлежность изменением фамилии на «Аккум», что происходит от еврейского слова «Akum», что означает «Неиудейский». Неизвестно, была ли смена имени его собственной инициативой или он сменил имя под давлением семьи его невесты. После женитьбы Христиан Аккум открыл лавку по производству и продаже мыла в Букенберге. Девять лет спустя женитьбы на Джудис, Аккум получил от города юридически оформленное гражданство. 9 мая 1772 года Христиан Аккум умер в возрасте 45 лет, спустя только три года после рождения его первого сына.
Фридрих Аккум посещал Букенбергскую Гимназию Адольфинум и дополнительно брал частные уроки по английскому и французскому языкам. Окончив гимназию, он стал обучаться профессии аптекаря в Ганновере в семье Бранде, которые были друзьями его семьи. Бранде также вели бизнес в Лондоне и были аптекарями Ганноверского Короля Англии, Георга III. Как один из ведущих центров научных исследований в конце XVIII века, Лондон привлекал лучшие умы со всей Европы. Фридрих Аккум переехал туда в 1793 году. Он нашёл работу в качестве ассистента в одной из аптек Бранде, расположенной на улице Арлингтон.

### Первые годы в Лондоне
После приобретения опыт работы ассистентом в аптеке, Аккум обучался наукам и медицине в «Школе анатомии на Great Windmill Street» в Лондоне. Он познакомился с хирургом Энтони Карлайлом (1768—1842) и лондонским химиком Вильямом Николсоном (1753—1815). В журнале Николсона (Nicholson’s Journal) Аккум опубликовал свою первую статью в 1798 году. 10 мая 1798 года Аккум женился на Мэри Анне Симпсон (7 марта 1777 — 1 марта 1816, Лондон). Он англизировал своё имя до Фредерик. У Фредерика и Мэри родилось восемь детей, но только двое из них дожили до взрослых лет.
Осенью 1799 года в журнале Николсона появился перевод революционной работы Франца Карла Ашара по получению сахара из свёклы. До этого единственным растением, из которого получали сахар, был сахарный тростник, который выращивали далеко за пределами Англии. Информация, изложенная в работе Ашара, сделала возможным создание производства сахара внутри страны, а потому привлекла большой интерес. Спустя короткое время после публикации статьи, Аккум получил образцы сахара (полученного из свеклы), присланные ему из Берлина, и представил их Вильяму Николсону. Николсон провел тщательный анализ двух видов сахара (из свеклы и сахарного тростника) и опубликовал детальный отчёт в январском выпуске своего журнала, в котором указал, что существенной разницы во вкусе между этими двумя видами сахара нет.

### Работа в лаборатории, предпринимательство и преподавание
В 1800 году Аккум вместе со своей семьей переехал из дома 17 на улице Нaymarket в дом 11 на улице Old Comptom в Лондоне. Там он проживет следующие 20 лет. Его дом служил одновременно школой, лабораторией для проведения экспериментов и лавкой по продаже химических веществ и лабораторного оборудования. Визитная карточка Аккума того времени следующим образом описывает его деятельность:
Господин Аккум сообщает профессионалам и любителям химии, что он продолжает читать частные курсы лекций по Оперативной и Философской Химии, Практической Фармации и Искусству Анализа, помимо этого принимает Учеников на проживание в своем Доме и он все время продает в наиболее чистом возможном виде реагенты, применяемые в экспериментальной химии, и Полное Собрание Химических Аппаратов и Инструментов, способных подойти любому Покупателю.
Аккум составил каталог товаров и распространял его среди своих клиентов в Лондоне. Этот каталог могли отправить и в другие города по просьбе покупателей.
Многие годы учреждение Аккума было единственным значительным институтом в Англии, в котором читались лекции по теории химии и проводились практические занятия. Любителей химии приглашали провести простые эксперименты и, тем самым, улучшить свои знания. Лекции Аккума привлекали многих выдающихся студентов, таких как известный Лондонский политик, а затем и премьер-министр Лорд Пермелстон, Герцог Бедфорд, Герцог Нортумберленд. Помимо этого, его лаборатория была первой в Европе, которую посетили студенты и ученые из Соединённых Штатов, среди которых были Бенждамин Силлиман и Уиллиам Дандридж Пек. Когда Силлиман позднее стал Профессором Химии в Йельском колледже (предшественник Йельского университета) в Нью-Хейвене, он заказал оборудование для своей лаборатории у Аккума в Лондоне. Биограф Аккума, Чарльз Альберт Браун, отметил в одной из своих работ в 1925 году, что некоторые из старых американских колледжей к тому моменту ещё хранили чеки предприятия Аккума в Лондоне.
С развитием нового лабораторного оборудования, Аккум позиционировал свой бизнес как бизнес в среднем ценовом диапазоне, с хорошим сочетанием цены и качества. Аккум разработал портативные лабораторные наборы инструментов, предназначенные для фермеров для анализа почвы и камней. Благодаря доступной цене от 3 до 80 фунтов стерлингов, эти наборы были первыми по-настоящему портативными лабораториями.

### Преподаватель и исследователь
В марте 1801 года, Фредерику Аккуму предложили должность в Королевском Институте на улице Аблемарл, исследовательском институте, основанном двумя годами ранее графом Румфордом. Согласившись на должность, он начал работать ассистентом у Гемфри Дэви, который был руководителем лаборатории, а позднее стал президентом Королевского Общества. Аккум прекратил работать в Королевском Институте в сентябре 1803 года. Его биограф, Р. Д. Коул, считает, что эта перемена в жизни Аккума связана с одновременным отъездом графа Румфорда в Париж. Румфорд был движущей силой сохранения должности Аккума.
К 1803 году Аккум опубликовал ряд статей в Журнале Николсона, в которых обсуждался ряд вопросов: методы исследования для определения чистоты лекарственных препаратов, определение присутствия бензойных кислот в экстракте ванили, наблюдение за взрываемостью смесей фосфора и серы. В 1803 году Аккум закончил одну из своих самых значительных публикаций. Коул, биограф Аккума, отмечает, что эта книга, «Система теоретической и практической химии», «была первым учебником общей химии, написанным на английском языке и основанным на новых принципах Лавуазье; так же она является выдающейся работой, потому написана в научно-популярном стиле, в то время как предмет излагается на уровне современного учебника».
Аккум проводил свою первую лекцию по химии и минералогии в маленькой комнате в своем доме на улице Old Compton. Аудитория его слушателей так быстро росла, что вскоре ему пришлось арендовать Медицинский Театр на Cock Street. После ухода из Королевского Института и вступления в новую должность в Институте Саррей он продолжил свои популярные лекции. Реклама в газете «The Times» 6 января 1809 года сообщает, что Аккум читает курс по минералогии и химическому анализу металлов каждую среду в вечернее время.
Его растущий интерес к минералогии в то время прослеживается в названиях его двух книг, написанных в период между 1803 и 1809 годами. Первая книга представляла собой двухтомный труд, вышедший в 1804 года под заголовком «Практический очерк по анализу минералов», который был переиздан в 1808 году как «Мануал Аналитической Минералогии». В 1809 году он опубликовал «Анализ курса лекций по минералогии». Начиная с 1808 года, во время работы в Институте Саррей", Аккум также опубликовал ряд статей о химических свойствах и составе минеральной воды в Философском Журнале Александра Тиллоха.
В 1811 году, когда Парижский производитель селитры, Бернард Куртуа впервые получил йод из пепла бурых водорослей, его открытие вызвало большой интерес у ученых. Аккум был одним из первых английских химиков, кто проводил эксперименты по выделению йода. В двух статьях, опубликованных в Философском Журнале Тиллоха в январе и феврале 1814 года, Аккум описал содержание йода в различных видах морских водорослей и привел детальное описание процесса выделения йода.

### Роль Аккума в истории светильного газа
Искусственное освещение какого-либо рода практически отсутствовало в период промышленного развития конца XVIII и начала XIX веков. Использование свечей или масляных ламп для освещения текстильной фабрики было дорогим и экономически неоправданным. С появлением промышленных способов производства, текстильные цеха стали больше по размерам и им было необходимо более яркое освещение на более долгие промежутки времени. Благодаря высокому спросу на искусственное освещения и появлению работ Лавуазье, описывающих роль кислорода в процессе горения, в конце XVIII века началось бурное развитие технологии освещения.
Образование газов из угля было замечено Генри Клейтоном. Он поделился своими наблюдениями с Робертом Бойлем в письме, написанном в XVII веке. Это письмо было опубликовано в журнале Philosophical Transactions Королевского общества в 1739 году.
Открытия Клейтона не находили применения вплоть до конца XVIII века. Смесь газов, выделяющаяся при коксовании угля, нигде не использовалась до тех пор, пока Уильям Мердок не предложил использовать этот газ в качестве источника света. Похожие эксперименты провел Джордж Диксон в 1787 году в Кокфилде, Жан-Пьер Минкелерс в 1785 в Лёвене, Арчибальд Кохрейн в своем доме в Аббатстве Кулросс. Действующие прототипы будущих газовых заводов были впервые сконструированы в 1802 году в литейном цеху в городе Сохо и в 1805 году на бумагопрядильной фабрике Джоржда Ли в Салфорде, недалеко от Манчестера. Однако эта инновационная для того времени технология была воспринята многими критиками со скептицизмом. Только в 1810 году Мердока спросили в Палате Общин: «Вы имеете в виду, что станет возможным освещение без использования фитиля?» И лишь во второй декаде XIX века светильный газ начали применять для освещения не только предприятий, но и улиц, и жилых помещений. Решающую роль в распространении искусственного освещения сыграл Фредерик Аккум.
Аккум оказался вовлеченным в работы по производству светильного газа благодаря усилиям Фридриха Альберта Винсора (1763—1830), другого немецкого иммигранта, развернувшего продолжительную общественную кампанию. В 1809 году, Аккум выступал перед Комитетом Парламента, который рассматривал вопрос о спонсировании компании по производству светильного газа, которую продвигал Винсор. Несмотря на то, что эта первая попытка получить финансирование оказалась неудачной, в 1810 году были перечислены необходимые денежные средства и была основана компания «Gas Light and Coke Company». Только что основанная компания подходила по всем требованиям для получения финансирования и начала свою работу в 1812 году, причем Аккум стал членом её совета директоров. Аккум контролировал строительство газового завода на Curtain Road, который стал первым предприятием такого рода в истории светильного газа. С того момента использование искусственного освещения уже не ограничивалось промышленными предприятиями и заводами и стало частью городской жизни. Вестминстерский мост начал освещаться газовыми лампами в 1813 году, а спустя год газовые лампы появились на улицах Вестминстера. В 1815 году Аккум опубликовал «Описание процесса производства светильного газа». Во введении, Аккум сравнивал предприятия по производству газа с водопроводными компаниями, которые работали в Лондоне с начала XVIII века: «Благодаря газу, станет возможным освещение в каждой комнате, как до этого стал возможным водопровод». Когда эта книга была переведена на немецкий язык в Берлине в 1815 году, в неё было добавлено пояснение, так как в Берлине в то время не было водопровода: «Во многих жилых домах в Англии в стенах проложены трубы таким образом, что при необходимости нужно просто открыть кран, чтобы из него потекла вода».
В 1814 году в Лондоне был только один газометр на 400 м3 (14000 кубических футов), а к 1822 году в Лондоне работало уже четыре газовых компаний, суммарный объём газометров которых достигал почти 1 млн футов. Для того, чтобы расстояние, необходимое для доставки газа было насколько возможно коротким, газовые заводы открывались в тех районах города, где потребление газа было наибольшим. Появление таких заводов в густонаселенных частях городов натолкнулось на общественный протест. Это было связано с вредными отходами, вырабатываемыми на предприятиях. Особенно жесткой критике подвергли газовые заводы после взрывов, произошедших на одном из предприятий. Аккум, который к тому моменту был ярым сторонником использования светильного газа, помимо занятий химией, в своих публикациях резко отрицал все доводы критиков по поводу газовых заводов. Проведя тщательный анализ, он показал, что в целом, несчастные случае были скорее результатом халатности рабочих завода, чем недостатков и недоработок технологического процесса, и их можно было избежать.
С самого начала Аккум был озабочен утилизацией отходов производства светильного газа, среди которых были смолы и различные сернистые соединения. Обычно их просто закапывали или сливали в близлежащие водоемы. Аммонийные и сернистые соединения были особенно вредными для окружающей среды. В 1820 году Аккум начал требовать законодательных мер по приостановке слива этих побочных продуктов в сточные системы и реки. Немногие одобрили его инициативу. Такие происшествия, как взрывы газа на заводах, привлекали гораздо больше внимания, чем долгосрочное влияние слива вредных отходов производства на окружающую среду.

### «Смерть в котелке»
В 1820 году Аккум начал открыто выступать против вредных добавок в пищу, написав книгу «Трактат о фальсификации продуктов питания и кулинарных ядах». Некоторые добавки, получаемые из растений и применяющиеся как консерванты, использовались уже долгое время. В начале XIX века наблюдался резкий рост производства пищевых продуктов. Значительное увеличение количества добавок, используемых в этих процессах, заставило задуматься об их возможном влиянии на здоровье людей. Производство и доставка продуктов питания, вместо того, чтобы быть равномерно распределенными между городами и сельской местностью, начали стремительно концентрироваться на больших фабриках. Быстрый рост количества известных химических соединений и отсутствие законов, регулирующих их использование, дали возможность недобросовестным торговцам увеличивать свои доходы, нанося вред здоровью других людей. Аккум был первым, кто публично заявил о рисках такой практики и донёс свои идеи до общественности.
Аккум выражает своё мнение по поводу использования пищевых добавок следующим образом:
«Человек, который на дороге обворовывает другого на несколько шиллингов, приговаривается к смерти; в то время как тот, кто распространяет медленнодействующий яд для целого общества, уходит от ответственности».
Тысячи копий «Трактата о фальсификации продуктов питания и кулинарных ядах» были проданы в течение месяца спустя его публикации. Его второе издание было опубликовано в том же году, а двумя годами позднее в Лейпциге был напечатан его перевод на немецкий. Обложка книги показывает, что Аккум был способен изобразить всю драматичность ситуации и, таким образом, привлечь внимание к своей научной книге. На обложке запечатлена прямоугольная рамка, поддерживающая паутину и окруженная переплетенными змеями. Паук притаился в центре паутины в ожидании жертвы, а наверху череп с подписью: «Смерть в котелке».
В главах книги описывались как безвредные виды мошенничества, такие как подмешивание сухих зерен гороха в кофе, так использование гораздо более опасных ядовитых веществ. Аккум разъяснял читателю, что в испанском оливковом масле было высокое содержание свинца, так как в процессе очистки масле применялись свинцовые контейнеры, и рекомендовал использовать масло, привезенное из других стран, таких как Франция и Италия, где такой практики не было. Он остерегал от употребления яркие зеленые конфеты, продававшихся странствующими торговцами на улицах Лондона, так как их цвет был обусловлен добавлением красителя с высоким содержанием меди. «Уксус», — разъяснял он читателям, «часто смешивался с серной кислотой для того, чтобы увеличить кислотность».
Особое внимание Аккум уделял пиву; переходя к его обсуждению в своем труде, он отмечает: «Напитки из солода и, особенно, портвейн, пользующийся популярностью у жителей Лондона и других больших городов, являются наиболее часто подделываемой продукцией». Он заявлял, что в английское пиво иногда добавляли мед, патоку, купорос, перец и даже опиум. Среди наиболее шокирующих примеров, он отмечает добавление анамирты (растения семейства луносемянниковых, плоды которого использовались как отрава для рыб) в портвейн. Это стало известным во время Французских революционных войн, когда Аккум приписал интоксикационный эффект напитка к добавлению экстракта этого растения. Аккум прибегал к различным методам подтверждения подлинности своих изысканий. Как доказательство использования анамирты он, помимо прочего, использовал данные об импорте, которые дополняли его собственные наблюдения за тем, как росла цена на это растение в каталоге товаров, используемых для пивоварения. Он так же наблюдал за историческими трендами цен на одни и те же товары.
«Трактат о фальсификации продуктов питания и кулинарных ядах» можно охарактеризовать следующим образом. Во-первых, как и в других ранних трудах Аккума, есть описание использованных им методик аналитической химии, таким образом, эти методики стали более доступными для широкого круга читателей. Он хотел сделать каждый тест воспроизводимым и в наипростейшем возможном виде любым непрофессионалом. Во-вторых, Аккум не ограничивался просто указанием на проблему. В конце каждой главы он включал имена торговцев, которые попадались на подделке продуктов питания до 1820 года. Таким образом, Аккум хотел лишить их бизнеса и таким образом воздействовать на экономику Лондона.

### Реакция на «Трактат о фальсификации продуктов питания и кулинарных ядах»
Еще до публикации своей книги Аккум хорошо понимал, что указание конкретных имен представителей лондонского бизнеса может вызвать сопротивление или даже агрессивную реакцию. В предисловии к первому изданию книги он называет указание имен тех, кто подделывает продукты питания, «болезненной обязанностью», которую он исполняет для проверки своих утверждений. Хотя далее он отмечает, что приводит только заверенные документами Парламента данные, это не уберегло его от его оппонентов. Ко времени выхода второго издания, как он отмечает в предисловии, ему несколько раз угрожали. Далее он пишет, что хотел бы уведомить своих тайных врагов, что донесет до последующих поколений данные о преступлениях, совершенных этими мошенниками — то есть, о добавлении ядовитых веществ в продукты питания.

### Скандал и судебный процесс
Процесс, который в итоге привел к отъезду Аккума из Англии и возвращению его в Германию, начался несколько месяцев спустя публикации его книги об отравлении продуктов питания. В течение долгого времени существовало множество мнений по поводу его изгнания из Англии. В конце концов, в 1951 году, Коул, в приложении к протоколу Королевского Института, нашел подтверждения того, что события, описанные в статье журнала Dictionary of National Biography, а позднее и в Allgemeinen Deutschen Biographie (в соответствии с которыми, Аккум был обвинен в расхищении средств как библиотекарь Королевского Института и бежал в Германию), не соответствуют действительности.
Коул полностью перепечатал протокол внеочередного собрания Королевского института от 23 декабря 1820 года, который показывает, что эти события были инициированы благодаря наблюдению, сделанному библиотекарем Королевского института по имени Sturt. Sturt доложил своему начальству, что 5 ноября 1820 года, несколько страниц были удалены из книг в читальном зале института, книг, которые читал Аккум. По поручению своего начальства, Sturt вырезал небольшое отверстие в стене читального зала, чтобы наблюдать за Аккумом из соседней комнаты. Вечером 20 декабря, как записано в протоколе, Sturt мог видеть, как Аккум вырывал уносил с собой страницы работы о компонентах и использовании шоколада. Статья была из номера журнала Николсона. В доме Аккума на Old Compton Street был проведен обыск по приказу судьи города Лондона, и порванные страницы были действительно обнаружены. Они могли быть частями книг, принадлежавших Королевскому институту.
Магистрат, выслушав все дело, отметил, что хотя найденные в доме Аккума страницы могли быть частями ценных книг, они сами по себе не представляют никакой ценности. Если бы они весили фунт, Аккума можно было бы обвинить в порче фунта бумаги, но в данном случае Аккума нельзя признать виновным.
Комитет Королевского института, который был собран 23 декабря 1820 году, однако, не согласился с этим решением, и принял решение предпринять дальнейшие правовые действия против Аккума. 10 января 1821 года, открытое письмо, направленное графу Спенсеру, президенту института, было опубликовано в The Times в защиту Аккума. Письмо было подписано «A.C.», и Коул предположил, что автором был хирург Энтони Карлайл, который дружил с Аккумом с первых лет пребывания последнего в Лондоне. Эта непрошенная поддержка мало помогла Аккуму, как показали протоколы Королевского института от 16 апреля 1821. В них утверждалось, что будет начат судебный процесс против Аккума за кражу бумаги на сумму 14 пенсов. Двое его друзей были включены в обвинительное заключение. Издатель Рудольф Аккерман и архитектор Джон Папворс. Эти трое обвиняемых появились в суде и заплатили всего 400 фунтов стерлингов в качестве поручительства. Аккум не появился на судебном заседании. Он бежал из Англии и вернулся в Германию.

### Возвращение в Германию
За два года до его возвращения в Германию, Аккум опубликовал ряд книг, посвященных химии питания. В 1820 году он опубликовал две работы, одна по производству пива (Трактат об искусстве пивоварения), а другая о вине (Трактат об искусстве виноделия). В следующем году вышла в свет «Кулинарная химия», в которой Аккум представил практическую информацию о научных основах приготовления пищи. Он также опубликовал книгу о хлебе (Трактат об искусстве Создания хорошего и полезного хлеба). Даже тогда, когда он вернулся в Германию, его произведения продолжали переиздавать и они были переведены на французский, итальянский и немецкий языки, став доступными для широкой читательской аудитории в Европе, а также в США.
Сразу же после приезда в Германию, Аккум отправился в город Althaldensleben. Там, промышленник Johann Gottlob Nathusius приобретал различные объекты недвижимости и использовал их с целью основания обширного промышленного поселения. Nathusius был первым немцем в области производства сахара из свеклы, и создал завод по его производству в этом городе между 1813 и 1816. Именно обширная библиотека этого промышленника и его химическая лаборатория привлекла Аккума. Он остался только на короткое время в Althaldensleben, однако, вскоре он получил звание профессора в Gewerbeinstitut и Bauakademie в Берлине. Его лекции в области физики, химии и минералогии, были собраны в двух томах книги, Physische und der Chemische Beschaffenheit Baumaterialien, deren Wahl, Verhalten und zweckmässige Anwendung, изданной в Берлине в 1826 году. Это была единственная работа Аккума, изначально опубликованная на немецком языке.
Через несколько лет после переезда в Берлин, у Аккума уже был дом, построенный на 16 Marienstraße (позже 21 Marienstraße), где он жил до своей смерти. В последние годы жизни он страдал от тяжелой формы подагры, которая в конечном итоге стала причиной его смерти. Его болезнь резко обострилась в июне 1838 года, и его состояние ухудшилось. 28 июня, примерно через 16 лет после его возвращения в Германию, Аккум умер в возрасте 69 лет в Берлине. Он был похоронен там же на Доротеенштадтском кладбище.